# Boglárka Kapás
Boglárka Kapás (ur. 22 kwietnia 1993) – węgierska pływaczka, medalistka mistrzostw Europy, wicemistrzyni Europy (basen 25 m), dwukrotna mistrzyni igrzysk olimpijskich młodzieży.
Specjalizuje się w pływaniu stylem dowolnym. Największym jej sukcesem jest złoty medal w mistrzostwach Europy w Debreczynie w 2012 roku na dystansie 800 m oraz dwa złote medale igrzysk olimpijskich młodzieży (2010).
Mając 15 lat wystartowała na igrzyskach olimpijskich w Pekinie, plasując się na 29. miejscu w wyścigu na 400 m kraulem. 4 lata później w Londynie była 17. na 400 m stylem dowolnym i 6. na 800 m tym stylem.
Na mistrzostwach świata w Kazaniu zdobyła brązowy medal na dystansie 1500 m stylem dowolnym. Rok później, na igrzyskach olimpijskich w Rio de Janeiro wywalczyła brąz w konkurencji 800 m stylem dowolnym. Na dystansie 400 m w tym samym stylu była czwarta. Płynęła także w węgierskiej sztafecie 4 × 200 m stylem dowolnym, która zajęła szóste miejsce.